# Erotic Survivor 2
Pour plus de détails, voir Fiche technique et Distribution.
Erotic Survivor 2 est un film américain réalisé par John Bacchus sorti en 2002.

Ce second volet d'Erotic Survivor parodie également l'émission de télé réalité Survivor.

## Synopsis
Deux équipes de trois lesbiennes torrides vont s'affronter dans la savane africaine pour gagner le titre de survivante érotique.

## Fiche technique
- Titre : Erotic Survivor 2
- Réalisateur : John Bacchus
- Scénario : John Bacchus
- Société : Seduction Cinema
- Langue : Anglais
- Format : Couleurs
- Pays :  États-Unis
- Durée : 1 h 30
- Date de sortie : 2002 aux États-Unis

## Distribution
- Katie Jordan : Katie (tribu des Coochie)
- Vanessa Del Sol : Vanessa (tribu des Coochie)
- Allanah Rhodes : Allanah (tribu des Coochie)
- C.J. DiMarsico : Tiffany (tribu des Obgyn)
- Syn DeVil : Syndy (tribu des Obgyn)
- Lora Renee : Lora (tribu des Obgyn)
- John Bacchus : le directeur
- John Link